# ГЕС Грін-Петер
ГЕС Грін-Петер — гідроелектростанція у штаті Орегон (Сполучені Штати Америки). Використовує ресурс із річки Міддл-Сантіам, правій притоки Соуз-Сантіам, яка в свою чергу є правою твірною річки Сантіам (впадає праворуч до Вілламетт, лівої притоки Колумбії, яка вже має устя на узбережжі Тихого океану на межі штатів Вашингтон та Орегон).
У межах проекту річку перекрили бетонною греблею висотою 141 метр та довжиною 457 метрів. Вона утримує витягнуте по долині Міддл-Сантіам на 16,1 км водосховище з площею поверхні 15,1 км2 та об’ємом 528 млн м3.
Пригреблевий машинний зал обладнали трьома турбінами типу Френсіс потужністю по 40 МВт, які використовують напір від 57 до 98 метрів (номінальний напір 81 метр).